# 黒崎博
黒崎 博（くろさき ひろし、1969年 - ）は、日本のテレビドラマの演出家、映画監督。元NHK職員。岡山県出身。

## 来歴
1988年、岡山県立岡山朝日高等学校卒業。京都大学文学部に入学し社会学を専攻。1992年、大学を卒業してNHKに入局。教育番組担当を経て、1996年にドラマ番組部に転ずる。
2010年、NHK広島放送局制作ドラマ『火の魚』の演出により、平成21年度芸術選奨文部科学大臣新人賞放送部門、第36回放送文化基金賞演出賞、および東京ドラマアウォード2010演出賞を受賞。「大胆、簡潔でありながら同時に繊細で、二人の屈折した精神の奥深く踏み込んで描いている」と評される。
2011年、『冬の日』で初の映画監督を務め、『セカンドバージン』で長編映画に進出した。
2015年、『神の火』（Prometheus' Fire）でサンダンス・インスティテュート/NHK賞2015にてスペシャル・メンション賞（特別賞）を受賞。『太陽の子』（GIFT OF FIRE）と改題し2020年にテレビドラマ化、2021年に映画化。

## 受賞
- 東京ドラマアウォード2010 演出賞 NHK『火の魚』（2010年）[4]
- 第5回大山勝美賞（2019年）[5]

## 主な作品

### テレビドラマ
特記のないものはNHK作品（地方局制作は除く）。
- 浪花少年探偵団（2000年、NHK大阪）
- 金曜時代劇 はんなり菊太郎〜京・公事宿事件帳（2002年、NHK大阪）
- パパ トールド★ミー 大切な君へ（2003年、NHK大阪）
- 連続テレビ小説
  - わかば（2004年 - 2005年、NHK大阪）
  - どんど晴れ（2007年）
  - ひよっこ（2017年） ※チーフ演出
- マチベン（2006年）※第61回文化庁芸術祭優秀賞
- ウォーカーズ〜迷子の大人たち（2006年）
- 帽子（2008年、NHK広島） ※第63回文化庁芸術祭優秀賞、第35回放送文化基金賞優秀賞
- 火の魚（2009年、NHK広島）※第64回文化庁芸術祭大賞、第36回放送文化基金賞優秀賞、第62回イタリア賞、第50回モンテカルロ・テレビ祭最優秀賞 ほか
- チェイス〜国税査察官〜（2010年）
- セカンドバージン（2010年）※東京ドラマアウォード2011優秀賞
- メイドインジャパン（2013年）※第68回文化庁芸術祭優秀賞、第39回放送文化基金賞優秀賞
- 実験刑事トトリ2（2013年）
- さよなら私（2014年）
- 逃げる女（2016年）
- NHKスペシャル「未解決事件 File.07 警察庁長官狙撃事件」 実録ドラマ 『容疑者Nと刑事の15年』（2018年）[6]
- 太陽の子（2020年）※作も担当 ※サンダンス・インスティテュート/NHK賞2015 スペシャル・メンション賞（特別賞）
- 大河ドラマ
  - 青天を衝け（2021年）※チーフ演出

### 配信ドラマ
- さよならのつづき（2024年11月14日配信、Netflix）

### 映画
- 冬の日（2011年、アークエンタテインメント）※脚本も担当
- セカンドバージン（2011年、松竹）
- 太陽の子（2021年公開予定）※作も担当 ※サンダンス・インスティテュート/NHK賞2015 スペシャル・メンション賞（特別賞）